# Sorelův cement
Sorelův cement je hořečnaté pojivo užívané ve stavebnictví. Vynalezl jej v polovině 19. století francouzský inženýr Stanislas Sorel (1803 v Putanges – 18. března 1871 v Paříži).

## Složení
Sorelův cement se připravuje smícháním jemného práškového oxidu hořečnatého (kaustického magnezitu) (MgO) s vodním roztokem chloridu hořečnatého (MgCl2). Poměr mísení je 2 až 5 dílů MgO na 1 díl MgCl2. Vyšší koncentrace MgCl2 snižuje pevnost pojiva. Při hydrataci vzniká sloučenina 5Mg(OH)2•MgCl2•7H2O (hydroxid chlorid hořečnatý).
Místo magnezitu lze použít také pálený dolomit, který ale musí být vypálen na nižší teplotě tak, aby se nerozložila jeho vápencová složka, protože oxid vápenatý (CaO) velmi zhoršuje vlastnosti pojiva, zejména odolnost proti vlhkosti.

## Vlastnosti a užití
Sorelův cement vyniká pevností, odolností proti vlhkosti, objemovou stálostí a dobrou afinitou k organickým materiálům, u nichž navíc výrazně zvyšuje požární odolnost. Nevýhodou je jeho chemická agresivita vůči kovům, zejména oceli, na níž způsobuje intenzivní korozi a jeho chemická reakce s hmotami obsahujícími vápno. Využíval se jako pojivo pro desky s organickým plnivem, například heraklitové desky. Dříve se používal pro přípravu malty a stavebních tmelů. Dnes je prakticky nahrazen akrylátovými pryskyřicemi. Jako pojivo se používá k přípravě xylolitu.
Mimo stavebnictví se používal jako pojivo pro brusné nástroje.